# Дылевский, Сергей Анатольевич
Сергей Анатольевич Дылевский (бел. Сяргей Анатольевіч Дылеўскі) — белорусский активист, председатель стачкома Минского тракторного завода, член президиума Координационного совета по организации процесса преодоления политического кризиса, который призван координировать передачу политической власти в Беларуси в контексте протестов в Белоруссии в 2020 году, произошедших после президентских выборов.

## Биография
Сергей Дылевский родился 1 сентября 1989 года в Минске в семье рабочих, которые в августе 2020 года были работниками Минского тракторного завода (МТЗ).
Окончил Третий машиностроительный лицей в Минске, хотел учиться на автомеханика, но по состоянию здоровья пришлось поступить на вторую специальность — технологии машиностроения. На Минском тракторном заводе работал на различных должностях, перед задержанием работал термистом.
Имеет крупную татуировку с изображением герба «Погоня» на левой руке и татуировку Ⓐ на правой руке.
Женат, есть ребёнок.
В 2015 году участвовал в чемпионате Республики Беларусь по автобоям.

## Протесты 2020 года
После президентских выборов 2020 года в Белоруссии и продолжающихся протестов в Белоруссии в начале августа 2020 года Дылевский был возмущен жестоким подавлением протестов силами безопасности. Он отвез нескольких протестующих в больницы и присоединился к забастовке на Минском тракторном заводе (МТЗ). Они призывали к освобождению политических заключенных и к новым выборам, Сергей и ещё нескольких работников оказались в первых рядах группы из 1000 рабочих которые прошли маршем к центру Минска. 17 августа участвовал в шествии 5000 бастующих рабочих МТЗ. 18 августа Дылевский заявил, что 50 человек, вышедших на митинг перед МТЗ в поддержку рабочих, были ненадолго задержаны.
Дылевский как представитель одного из крупнейших трудовых коллективов Белоруссии был выбран в качестве одного из членов президиума Координационного совета, призванного координировать передачу политической власти от президента Александра Лукашенко, который утверждал, что выиграл президентские выборы в Беларуси 9 августа 2020 года. К 21 августа Дылевский стал «политической звездой» по версии New York Times.

### Правовое давление
20 августа генеральный прокурор РБ Александр Конюк возбудил уголовное дело в отношении членов Координационного совета по статье 361 Уголовного кодекса Республики Беларусь по обвинению в попытке захвата государственной власти и нанесении ущерба национальной безопасности.
21 августа 2020 года Дылевский был на допросе в здании Следственного комитета Комитета государственной безопасности Республики Беларусь (КГБ).
24 августа 2020 года Дылевский был задержан спецслужбами вместе с Ольгой Ковалковой при попытке поддержать бастующих рабочих Минского тракторного завода. На следующий день суд Заводского района Минска приговодил его к 10 суткам административного ареста. 3 сентября 2020 года, после окончания административного ареста, судьёй Центрального района Минска ему был наложен ещё один арест на 15 дней по части 1 статьи 23.34 — нарушение установленного порядка проведения митинга, демонстрации. После 25 суток ареста освобождён.
10 октября 2020 года уволился с МТЗ с формулировкой «по собственному желанию». Средствам массовой информации заявил, что сделал это из-за шантажа со стороны заводоуправления. 13 октября покинул Беларусь. На тот момент он оставался последним членом президиума КС, находящимся на территории республики на свободе. Проживает в Варшаве.
6 марта 2023 года минский городской суд заочно приговорил Сергея Дылевского к 12 годам колонии.

## Политическая позиция
В августе 2020 года Дылевский заявил, что считает белорусскую промышленную систему неэффективной и что отсутствие олигархов в Беларуси «далеко не достижение», поскольку это означает, что «здоровые» бизнесмены не желают инвестировать в Беларусь.
Дылевский заявил, что политика будет «последним, что [он] хотел бы делать».